# Crooked (песня)
«Crooked» (삐딱하게; ppittaghage) — песня, записанная южнокорейским певцом и рэпером G-Dragon и ставшая третьим синглом из его второго студийного альбома Coup d’Etat (2013). Она была написана и спродюсирована Тедди и G-Dragon. Песня в стиле поп-панк «Crooked» заняла третье место в цифровом чарте Gaon и стала одним из самых успешных синглов её автора.

## Запись и композиция
"Crooked" был описан как «синтетический, безумно запоминающийся поп-панк» с «неоново-ярким» звучанием. Трек сочетает в себе «тяжелые барабанные партии и металлические гитарные риффы», помимо «тяжелой басовой партии и полностью усиленного звука в припеве». В песне G-Dragon смешивает рэп с пением. С лирической точки зрения сингл описывает человека, «полного тоски и отчаяния», который требует, чтобы его оставили в покое, поскольку он проводит ночь «как «ненормальный», потому что, в конце концов, он один и ему не нужны чье-либо «приукрашенное сочувствие».
Продюсер песни, Тедди Пак, прокомментировал место песни в альбоме, заявив, что «[Мы] чувствовали, что в альбоме много трэп-музыки, несколько R&B записей и несколько клубных треков. Но GD в то же время похож на панк-рокера. Он читает рэп и все такое, но ему действительно нравится вся эта панковская культура. Поэтому нам нужен был трек, который мог бы выразить это». Кроме того, G-Dragon сообщил, что «Crooked» был «предназначен для того, чтобы свести публику с ума во время живых выступлений», поэтому рэп и припев были сделаны «так, чтобы они звучали очень цепляюще, чтобы люди могли легко подпевать и танцевать».

## Критика
«Crooked» получил положительные отзывы. Корбан Гобл из Pitchfork написал, что «может быть, это просто песня, которую вы сыграете 30 раз подряд и больше никогда, но эти 30 прослушиваний — чистое блаженство, подпитываемое серотонином». В обзоре альбома для MTV Алексис Стивенс заявила, что песни G-Dragon, такие как «Crooked», «излучают роскошь, которая становится все более редкой за пределами Кореи». «Crooked» была признана песней года Игги на MTV, а веб-сайт отметил, что «G-Dragon произвел большой фурор в мире K-pop и за его пределами своим сольным альбомом Coup d'Etat. «Crooked» из этого альбома был бесконечно воспроизводимым звуком его триумфа».

## Коммерческий приём
Всего через три дня после выпуска «Crooked» дебютировал на седьмой строчке в чартах Gaon Digital и Download, уступив четырем другим песням GD, возглавившим чарты, с продажей 160 893 цифровых дистрибуций. На второй неделе песня поднялась на третье место в цифровом чарте и на второе в Download, было продано 162 815 копий. «Crooked» стал одним из самых популярных синглов года: к концу 2013 года его скачали 1 106 269 раз и просмотрели 29,6 миллиона раз.
«Crooked» дебютировал в чарте Billboard K-Pop Hot 100 под номером два, став песней G-Dragon с самой высокой позицией в чарте. Сингл также занял пятое место в Billboard World Digital Songs.
«Crooked» получил в общей сложности четыре награды на музыкальных программах. Сингл конкурировал с другими песнями G-Dragon с того же альбома, «Black», «Who You» и «Coup d’Etat». Поскольку все песни выиграли по меньшей мере один раз, Джиён стал первым артистом, выигравшим несколько музыкальных шоу с четырьмя разными песнями из одного альбома.

## Клип
Музыкальное видео на «Crooked» было выпущено 4 сентября 2013 года. Видео было снято в Великобритании с масштабным подходом, который требовал бюджета примерно в три-четыре раза больше, чем обычные музыкальные клипы звукозаписывающей компании. Всего по ходу действия G-Dragon меняет 16 различных нарядов, включая футболки в честь панк-групп Black Flag и Sex Pistols. В видео рэпер бежит по лондонскому метрополитену, провоцируя драки и разрушения в клубах. Spin прокомментировал, что «Crooked» «не менее ослепителен визуально», чем другие видеоклипы с альбома, описав его как «стремительный клип», играющий с «панк-иконой первого поколения». Fuse назвал это видео G-Dragon одним из «обязательных к просмотру». Он стал его первым сольным клипом, который в январе 2017 года набрал 100 миллионов просмотров на YouTube. Позже он набрал 200 млн просмотров, также став первым клипом GD, достигшим такого результата. По состоянию на декабрь 2022 года музыкальное видео «Crooked» имеет 222 миллиона просмотров на Youtube.

## Живые выступления
G-Dragon впервые исполнил эту песню на финальных шоу своего мирового турне One of a Kind в Сеуле 31 августа и 1 сентября. Позже 6 сентября состоялось первое телевизионное выступление в ток-шоу You Hee-yeol's Sketchbook. Первое выступление на музыкальном шоу состоялось на канале SBS Inkigayo 8 сентября 2013 года. На M Countdown сингл был исполнен с тогдашними стажерами YG, iKon и Winner, которые в то время участвовали в программе прослушивания на выживание, WIN: Who Is Next, выступая в роли подтанцовки. Песня «Crooked» была исполнена на Mnet Asian Music Awards в 2013 году. Сингл Big Bang «Sober» был использован в качестве прелюдии к выступлению за два года до своего выхода. Рэпер также исполнил «Crooked» во время своего второго мирового турне Act III: MOTTE.

## Чарты

### Недельные чарты
| Чарт                                       | Высшая позиция |
| ------------------------------------------ | -------------- |
| Республика Корея (Gaon Digital Chart)      | 3              |
| Республика Корея (Billboard K-Pop Hot 100) | 2              |
| США World Digital Songs (Billboard)        | 5              |

## Продажи
| Страна           | Продажи   |
| ---------------- | --------- |
| Китай            | 910.600   |
| Республика Корея | 1.814.075 |

## Награды
| Год  | Организация                    | Награда                                       | Итог      | Прим.  |
| ---- | ------------------------------ | --------------------------------------------- | --------- | ------ |
| 2013 | Mnet Asian Music Awards        | Лучше танцевальное выступление — мужское соло | Победа    | [ 21 ] |
| 2013 | Mnet Asian Music Awards        | Песня года                                    | Номинация | [ 21 ] |
| 2013 | MTV Iggy                       | Песня года                                    | Победа    | [ 22 ] |
| 2014 | Golden Disc Awards             | Цифровой бонсан                               | Номинация | [ 23 ] |
| 2014 | Golden Disc Awards             | Популярность                                  | Номинация | [ 23 ] |
| 2014 | Korean Music Awards            | Лучшая танцевальная и электронная песня       | Номинация | [ 24 ] |
| 2014 | Singapore Entertainment Awards | Самое популярное музыкальное видео K-Pop      | Номинация | [ 25 ] |

| Программа    | Дата             | Прим.  |
| ------------ | ---------------- | ------ |
| Inkigayo     | 22 сентября 2013 | [ 26 ] |
| Inkigayo     | 29 сентября 2013 | [ 27 ] |
| M! Countdown | 26 сентября 2013 | [ 28 ] |
| Music Bank   | 27 сентября 2013 | [ 29 ] |